# ¡Déjenme ser como soy...! ...De vez en cuando
¡Déjenme ser como soy...! ...De vez en cuando es el nombre del álbum no.41 de Marco Antonio Muñiz, publicado bajo el Sello RCA/Ariola en 1985. Producido por Rubén Fuentes, en este disco también colaboran con "Los Paranas".

## Lista de canciones[1]
| N.º | Título                          | Letras                            | Duración |  |
| 1.  | «Si te hubiera conocido ayer»   | Alejandro Jaen                    | 3:43     |  |
| 2.  | «De Vez en Cuando»              | Gilberto Correa/ Ruben Fuentes    | 3:40     |  |
| 3.  | «Mis Noches Sin Ti»             | Ma.Teresa Marquez/ Demetrio Ortiz | 3:13     |  |
| 4.  | «Yo se que soy un tonto»        | Jose A. Santisteban/ A. Madrid    | 3:21     |  |
| 5.  | «Déjenme ser como soy»          | Rafi Monclova                     | 2:27     |  |
| 6.  | «Quien te ha dicho»             | Alejandro Jaen                    | 3:38     |  |
| 7.  | «Amiga Mia»                     | Chico Novarro/ Mike Rivas         | 2:43     |  |
| 8.  | «La historia de mi vida»        | Mario Cavagnaro                   | 2:27     |  |
| 9.  | «Balada para un largo Invierno» | Toni Landa / Toni Cruz            | 3:31     |  |
| 10. | «Necesito No necesitarte»       | Marisela                          | 4:40     |  |

## Créditos
- Arreglo y dirección: Ricardo Toral, Ruben Fuentes, Eduardo Magallanes, Jesus Gluck, C. Villa,  A. Monroy
- Voz: Marco Antonio Muñiz; pista 6 y 8 con "Los Paranas"
- Fotografía: Max Clemente